# Isabella Tomasi
Isabella Tomasi, född 1645, död 1699, var en italiensk nunna.  Hon förklarades år 1787 som vördnadsvärd av katolska kyrkan. 
Hon är berömd för att ha författat det berömda djävulsbrevet 1676. Det var brev med oläslig text, som hon författade under anfall av vad hon kallade besatthet, och som förklarades vara skrivna av Djävulen. Brevet översattes 2017, då det upptäcktes vara skrivet i kod, och tycktes bestå av åsikter som under hennes samtid skulle ha setts som kätterska. 